# Oxynoticeras
Oxynoticeras ist eine Gattung involuter, glattschaliger Ammoniten mit deutlichem Kiel. Sie tritt als Leitfossil im oberen Sinemurium (Lotharingium) weit verbreitet auf.

## Erstbeschreibung und Bezeichnung
Alpheus Hyatt hat die Gattung Oxynoticeras im Jahr 1875 erstmals wissenschaftlich beschrieben. Ihre Bezeichnung ist eine Wortschöpfung, hervorgegangen aus den drei griechischen Wörtern ὀξύς oxys (scharf), νότος nótos (Rücken) und κέρας kéras (Horn), d. h. spitzrückiges Horn.

## Charakterisierung
Die Gattung Oxynoticeras zeichnet sich durch eine recht glatte Schale aus, die von einer nur sehr flachen und relativ undeutlichen Berippung überzogen wird. Sie fällt außerdem durch einen sehr markanten und scharfkantigen Kiel auf, daher auch ihr Name. Ihre durchschnittliche Größe liegt unterhalb von 10 Zentimeter, es sind jedoch seltene Fundstücke von bis zu 40 Zentimeter bekannt. Der Phragmokon ist stark involut, erkennbar an einem sehr niedrigen Parameter N von 0,14 (wobei N = U/D oder Umbilikusdurchmesser U/Gesamtdurchmesser D). Zum Vergleich, sehr evolute Taxa wie beispielsweise Dactylioceras besitzen ein weitaus höheres N von 0,54 bis 0,62.

## Lebensweise
Die Individuen der Gattung Oxynoticeras waren schnellschwimmende Karnivoren kalkabscheidender Meeresbereiche, die abseits der Küste das Subtidal bis hin zum Schelfabhang bevölkerten.

## Systematik
Die Gattung Oxynoticeras gehört zur Familie der Oxynoticeratidae (Unterfamilie Oxynoticeratinae) innerhalb der Überfamilie der Psiloceratoidea. Von ihr sind folgende Taxa bekannt:
- Oxynoticeras bucki
- Oxynoticeras choffati Pompeckj, 1906
- Oxynoticeras discus
- Oxynoticeras inflexus
- Oxynoticeras inornatum Pia
- Oxynoticeras lymense Wright, 1881
- Oxynoticeras orientale Douvillé 1916
- Oxynoticeras oxynotum Quenstedt, 1843
- Oxynoticeras praecursor
- Oxynoticeras pustulatus
- Oxynoticeras simpsoni Simpson, 1843
- Oxynoticeras soemanni Dumortier, 1867
- Oxynoticeras sp.
- Oxynoticeras stenomphalum Dumortier, 1914
- Oxynoticeras subinvolutum Spath, 1925
- Oxynoticeras williamsi Tutcher and Trueman, 1925

Als Schwestertaxa fungieren Cheltonia,  Gleviceras, Hypoxynoticeras, Oxynoticeroides, Paracymbites, Paroxynoticeras, Radstockiceras und Slatterites.
Eine synonyme Bezeichnung der Gattung Oxynoticeras ist Oxynotoceras Buckman, 1894.

## Ammonitenzone
Die Gattung Oxynoticeras ist Leitfossil in der Oxynotum-Zone (Ammonitenzone benannt nach Oxynoticeras oxynotum) und in der darüber folgenden Raricostatum-Zone (benannt nach  Echioceras raricostatum), die das Sinemurium beendet.
Die der Obtusum-Zone auflagernde Oxynotum-Zone unterteilt sich in zwei Subzonen, die Simpsoni-Subzone im Liegenden und die Oxynotum-Subzone im Hangenden. Die basale Simpsoni-Subzone bildet die Gagateum-Biozone, die aus drei Horizonten aufgebaut wird (Horizonte XVII bis XIX des Lotharingiums): der Horizont von Gagaticeras exortum im Liegenden, darüber der Horizont von Gagaticeras gagateum und der Horizont von Paroxynoticeras driani im Hangenden. Die Oxynotum-Subzone bildet die Oxynotum-Biozone, die ebenfalls in drei Horizonte unterteilt wird (Horizonte XX bis XXII des Lotharingiums): der Horizont von Oxynoticeras oxynotum an der Basis, gefolgt von Bifericeras bifer und Gleviceras doris im Top. Die Gattung Oxynoticeras erscheint also nur im vierten Horizont der Oxynotum-Zone.
In der Raricostatum-Zone tritt die Gattung Oxynoticeras ausschließlich in der basalen Densinodulum-Subzone auf. Diese gliedert sich in eine Delicatum-Biozone im Liegenden, eine Edmundi-Biozone sowie eine Radiatum-Biozone im Hangenden. Die Delicatum-Biozone besteht aus dem einzigen Horizont von Plesechioceras delicatum (Horizont XXIII des Lotharingiums). Die Edmundi-Biozone besitzt vier Horizonte (Horizonte XXIV bis XXVII des Lotharingiums), im Liegenden den Horizont von Crucilobiceras subplanicosta, darüber den Horizont von Oxynoticeras lymense, den Horizont von Eoderoceras bispinigerum und zuletzt den Horizont von Eoderoceras armatum im Hangenden. Die Radiatum-Biozone setzt sich aus zwei Horizonten zusammen (Horizonte XXVIII bis XXIX des Lotharingiums), dem Horizont von Echioceras radiatum an der Basis und dem Horizont von Echioceras sp. 3 im Top.
Im Tethysraum erstreckt sich der Horizont von Oxynoticeras oxynotum im Gegensatz zum nordwesteuropäischen Schelfmeer nahezu über die gesamte Oxynotum-Biozone, erst im Hangenden erscheint noch Paroxynoticeras salisburgense. Darüber folgt dann der Horizont von Gleviceras rigidum, der bis ins Liegende von Horizont XXV reicht. Der Horizont von Oxynoticeras lymense ist nicht ausgebildet, wie auch die folgenden Horizonte XXVI bis XXIX der Densinodolum-Zone nicht vorhanden sind.

## Vorkommen
Bekannte Fundstellen der Gattung Oxynoticeras in Deutschland sind Blumberg, Balingen und Holzmaden in Baden-Württemberg und Rottorf am Klei in Niedersachsen. In den Chiemgauer Alpen tritt sie bei Staudach-Egerndach auf. Für Österreich sind anzuführen der Rotkalk von Adnet im Land Salzburg und der Fundort Lorüns in Vorarlberg. Die Vorkommen in Ungarn liegen im Jura der Bakony-Berge.
In Frankreich erscheint die Gattung Oxynoticeras im mittleren Lotharingium des Département Saône-et-Loire, in Pougues-les-Eaux und Saint-Benin-d’Azy im Département Nièvre sowie in Jard-sur-Mer im Département Vendée. In England findet sie sich im Lias von Castle Cary
und Radstock in Somerset sowie an der Küste bei Charmouth in Dorset und an der Robin Hood's Bay in Yorkshire. Vorkommen in Nordirland liegen bei Collin Glen und Portrush. Das Lusitanische Becken Portugals beherbergt ebenfalls die Gattung Oxynoticeras (in der Água-de-Madeiros-Formation bei São Pedro de Moel).
Fundorte außerhalb Europas sind die Moghara-Formation östlich des Golf von Suez in Ägypten, die Graham-Insel vor Britisch-Kolumbien und die Richardson Mountains der Nordwest-Territorien in Kanada.